# Sean Henry (Künstler)
Sean Henry (* 1965 in Woking, Surrey, England) ist ein britischer Künstler, der durch seine bemalten Skulpturen aus Keramik oder Bronze, die oft überlebensgroß sind, bekannt wurde.

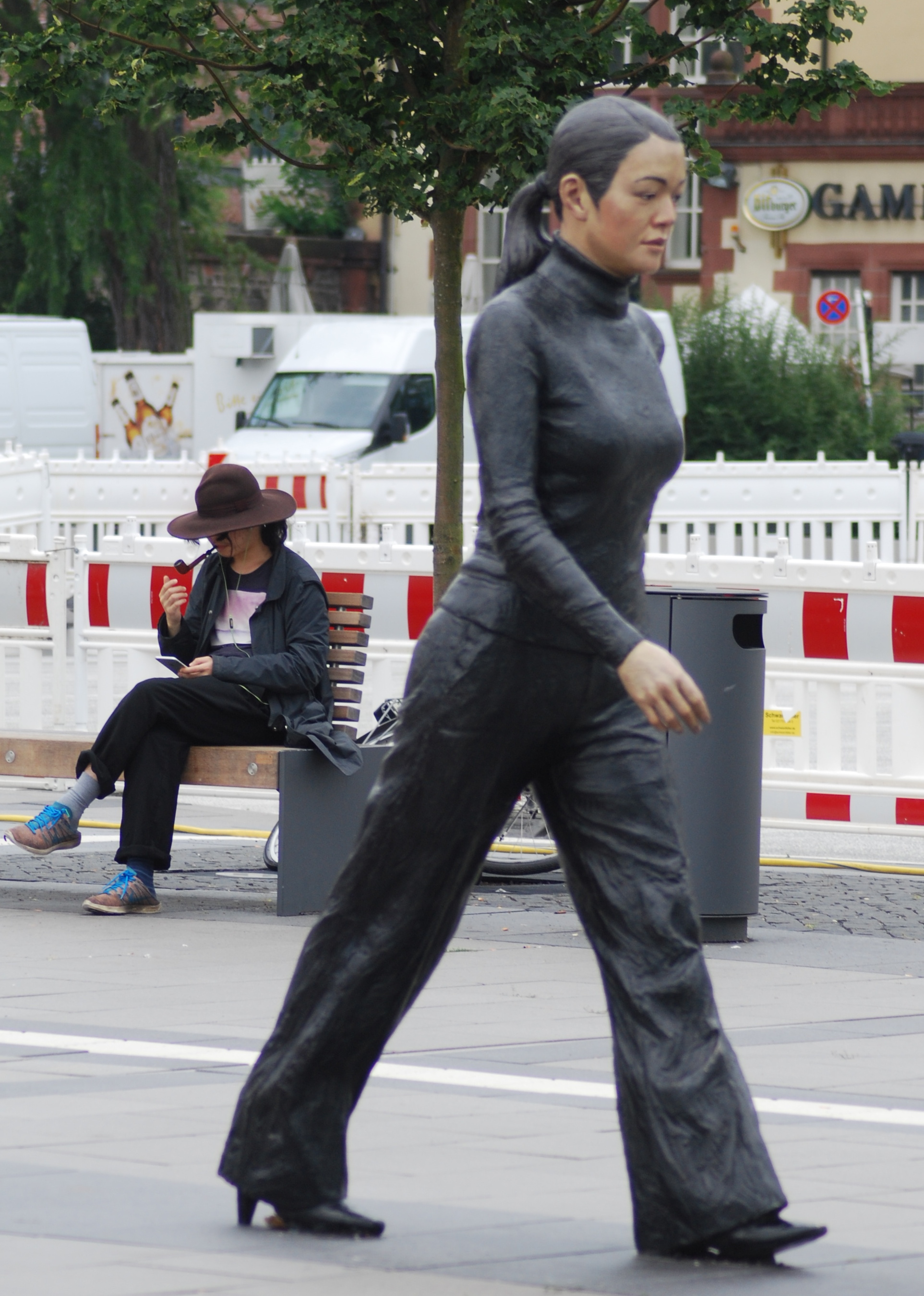
Walking Woman, Bad Homburg, 2013

## Leben
Henry wuchs in Surrey auf und studierte bis 1983 an der Farnham Art School. Seinen Abschluss als Bachelor of Arts (BA) machte er im Fach Keramik 1987 am Bristol Polytechnic, der heutigen University of the West of England. Von 1991 bis 1992 hatte er ein Stipendium im Fach Kunst an der University of California.

## Werke
- 1991: Hard to Swallow, Arizona State University Museum.
- 1998: Walking Man, Holland Park, Royal Borough of Kensington and Chelsea, London.
- 1999: Duke of Milan, Scheringa Museum of Realist Art, Spanbroek, Nord-Holland, Niederlande.
- 2001: Trajan's Shadow, Skulpturenpark Umedalen, Umeå, Schweden.
- 2001: Ben (Ideas Unresolved), Bronze, Ölfarbe, 49×19×16 inches; University of Virginia Art Museum, seit 2012 Fralin Museum of Art, Charlottesville, Virginia, USA. Ankauf 2002.
- 2003: Catafalque, Hochschule Borås, Borås, Schweden.
- 2003: Meeting Place, Paddington Central Development, London.
- 2003: Man with Potential Selves, Newcastle City Collection, Newcastle upon Tyne, Northumberland, England.
- 2007: Couple, Newbiggin-by-the-Sea, Northumberland, England.
- 2007–2011: Folly (The Other Self), Cass Sculpture Foundation, Goodwood, Sussex, England.
- 2008: Man Looking Up, 86 × 28 × 20 cm, 6 Exemplare und 2 Künstlerexemplare, Hauptverwaltung Standard Chartered Bank, London, England.
- 2008: Walking Woman, Christian Ringes-Ekeborg Sculpture Park, Oslo, Norwegen.
  - 2013: Walking Woman, Ausstellung Blickachsen, Kurpark Bad Homburg vor der Höhe. Ankauf durch die Stadt geplant[1] und für T€ 120 erworben.[2] Seit 7. April 2016 steht sie auf dem Bahnhofsvorplatz.[3]
- 2009: Standing Man, Sammlung der Stadt Stockholm, Schweden.
- 20011/2003: Lying Man. Frederick Meijer Gardens & Sculpture Park, Michigan, USA.
- 2011: Seated Man/The Indifferent Sky, Bronze, Ölfarbe, 237 × 120 × 149 cm, Economist Plaza, London.
- 2013: The Wanderer, Bronze, Ölfarbe, Bad Homburg vor der Höhe, Blickachsen 9.
- 2015: Standing Man, Bronze, Ölfarbe, Hessenpark, Neu-Anspach, Blickachsen 10, danach: vor dem Südbahnhof in Eschborn.[4]

## Preise und Auszeichnungen
- 1998: Villiers David Prize als erster Bildhauer.